# Rio Hamangia
O Rio Hamangia é um rio da Romênia, afluente do Mar Negro, localizado no distrito de Tulcea.